# Cadre-47/2-Europameisterschaft 1993

Logo CEB (ausrichtender Verband)

Veranstaltungsort: Wien

Die Cadre-47/2-Europameisterschaft 1993 war das 49. Turnier in dieser Disziplin des Karambolagebillards und fand vom 10. bis zum 14. Februar 1993 in Wien statt. Es war die erste Cadre-47/2-Europameisterschaft in Österreich.

## Geschichte
Souverän gewann der Lokalmatador Stephan Horvath diese Heim-EM. Im Finale ließ er dem Titelverteidiger Henri Tilleman aus den Niederlanden keine Chance. Wieder einmal wurden bei dieser EM die Regeln geändert. Dass die Partiedistanz pro Satz auf 100 Punkte erhöht wurde, fand großen Anklang. Die neue Regel bei einem Unentschieden war aber sehr unglücklich gewählt. Für den Deutschen Meister Martin Horn wurde sie zum Verhängnis. Im Halbfinale gegen Horvath stand es nach drei Sätzen unentschieden. Beim Ausstoßen gewann Horvath den Bandenentscheid und begann. Er beendete die Partie in der ersten Aufnahme und Horn durfte nicht mehr an den Tisch und verlor das Match.

## Modus
Gespielt wurde eine Vorqualifikation mit 7 Gruppen à 3 Spieler, danach eine Hauptqualifikation mit 9 Gruppen à 3 Spieler. Alle Spiele bis 75 Punkte. Davon qualifizierten sich neun Spieler für das Hauptturnier. Diese neun Spieler trafen auf die sieben gesetzten Spieler. Hier gab es ein Doppel-K.-o.-System mit einer Sieger- und einer Trostrunde, wobei die Spieler für das Finale und das Spiel um Platz drei ermittelt wurden. Es wurde auf zwei Gewinnsätze à 100 Punkte gespielt. Endete ein Satz unentschieden, wurden für beide Spieler zwei Satzpunkte gewertet. Stand es nach drei Sätzen unentschieden, wurde ein Entscheidungssatz gespielt. Es wurde ohne Nachstoß gespielt, außer bei einer Partie in einer Aufnahme. Das galt wiederum nicht im Entscheidungssatz.
1. MP = Matchpunkte
2. SP = Satzpunkte
3. GD = Generaldurchschnitt
4. HS = Höchstserie

## Qualifikation

### Vor-Qualifikation
| MP    | Match Points (Sieger = 2; Unentschieden = 1; Verlierer = 0) |
| Pkte. | Erzielte Karambolagen                                       |
| Aufn. | Benötigte Versuche                                          |
| GD    | Generaldurchschnitt                                         |
| BED   | Bester Einzeldurchschnitt eines Spielers                    |
| HS    | Höchstserie                                                 |
|       | Bester GD des Turniers                                      |
|       | Bester ED des Turniers                                      |
|       | Beste HS des Turniers                                       |
|       | 1. Platz (Gold)                                             |
|       | 2. Platz (Silber)                                           |
|       | 3. Platz (Bronze)                                           |

| Abschlusstabelle Gruppe A | Abschlusstabelle Gruppe A | Abschlusstabelle Gruppe A | Abschlusstabelle Gruppe A | Abschlusstabelle Gruppe A | Abschlusstabelle Gruppe A | Abschlusstabelle Gruppe A | Abschlusstabelle Gruppe A | Abschlusstabelle Gruppe A |
| Platz                     | Name                      | MP                        | SP                        | Pkte                      | Aufn.                     | GD                        | BSD                       | HS                        |
| ------------------------- | ------------------------- | ------------------------- | ------------------------- | ------------------------- | ------------------------- | ------------------------- | ------------------------- | ------------------------- |
| 1                         | Gerhard Ralis             | 2:2                       | 3:2                       | 252                       | 19                        | 13,26                     | 15,00                     | 68                        |
| 2                         | Francisco Fortiana        | 2:2                       | 2:2                       | 216                       | 17                        | 12,70                     | 18,75                     | 51                        |
| 3                         | René Tull                 | 2:2                       | 2:3                       | 313                       | 16                        | 19,56                     | 24,77                     | 42                        |

| Abschlusstabelle Gruppe B | Abschlusstabelle Gruppe B | Abschlusstabelle Gruppe B | Abschlusstabelle Gruppe B | Abschlusstabelle Gruppe B | Abschlusstabelle Gruppe B | Abschlusstabelle Gruppe B | Abschlusstabelle Gruppe B | Abschlusstabelle Gruppe B |
| Platz                     | Name                      | MP                        | SP                        | Pkte                      | Aufn.                     | GD                        | BSD                       | HS                        |
| ------------------------- | ------------------------- | ------------------------- | ------------------------- | ------------------------- | ------------------------- | ------------------------- | ------------------------- | ------------------------- |
| 1                         | Xavier Gretillat          | 4:0                       | 8:2                       | 332                       | 15                        | 22,13                     | 50,00                     | 75                        |
| 2                         | Frans van Hoey            | 2:2                       | 3:3                       | 333                       | 21                        | 15,85                     | 22,00                     | 60                        |
| 3                         | Arnim Kahofer             | 0:4                       | 1:4                       | 211                       | 11                        | 19,18                     | –                         | 55                        |

| Abschlusstabelle Gruppe C | Abschlusstabelle Gruppe C | Abschlusstabelle Gruppe C | Abschlusstabelle Gruppe C | Abschlusstabelle Gruppe C | Abschlusstabelle Gruppe C | Abschlusstabelle Gruppe C | Abschlusstabelle Gruppe C | Abschlusstabelle Gruppe C |
| Platz                     | Name                      | MP                        | SP                        | Pkte                      | Aufn.                     | GD                        | BSD                       | HS                        |
| ------------------------- | ------------------------- | ------------------------- | ------------------------- | ------------------------- | ------------------------- | ------------------------- | ------------------------- | ------------------------- |
| 1                         | Antonio Oddo              | 4:0                       | 4:4                       | 300                       | 18                        | 16,66                     | 21,42                     | 68                        |
| 2                         | M. van Beerschoten        | 2:2                       | 4:4                       | 230                       | 21                        | 10,45                     | 9,37                      | 68                        |
| 3                         | Robert Schweiger          | 0:4                       | 0:4                       | 95                        | 25                        | 3,80                      | –                         | 32                        |

| Abschlusstabelle Gruppe D | Abschlusstabelle Gruppe D | Abschlusstabelle Gruppe D | Abschlusstabelle Gruppe D | Abschlusstabelle Gruppe D | Abschlusstabelle Gruppe D | Abschlusstabelle Gruppe D | Abschlusstabelle Gruppe D | Abschlusstabelle Gruppe D |
| Platz                     | Name                      | MP                        | SP                        | Pkte                      | Aufn.                     | GD                        | BSD                       | HS                        |
| ------------------------- | ------------------------- | ------------------------- | ------------------------- | ------------------------- | ------------------------- | ------------------------- | ------------------------- | ------------------------- |
| 1                         | R. Knoors                 | 4:0                       | 4:0                       | 300                       | 12                        | 25,00                     | 37,50                     | 70                        |
| 2                         | Laurent Guénet            | 2:2                       | 2:2                       | 235                       | 9                         | 26,11                     | 25,00                     | 75                        |
| 3                         | Otto Hitzinger            | 0:4                       | 0:4                       | 77                        | 12                        | 6,41                      | –                         | 18                        |

| Abschlusstabelle Gruppe E | Abschlusstabelle Gruppe E | Abschlusstabelle Gruppe E | Abschlusstabelle Gruppe E | Abschlusstabelle Gruppe E | Abschlusstabelle Gruppe E | Abschlusstabelle Gruppe E | Abschlusstabelle Gruppe E | Abschlusstabelle Gruppe E |
| Platz                     | Name                      | MP                        | SP                        | Pkte                      | Aufn.                     | GD                        | BSD                       | HS                        |
| ------------------------- | ------------------------- | ------------------------- | ------------------------- | ------------------------- | ------------------------- | ------------------------- | ------------------------- | ------------------------- |
| 1                         | John van der Stappen      | 4:0                       | 4:0                       | 300                       | 18                        | 16,66                     | 25,00                     | 73                        |
| 2                         | Paul Fields               | 2:2                       | 2:3                       | 238                       | 27                        | 8,81                      | 10,31                     | 75                        |
| 3                         | Karl Kleedorfer           | 0:4                       | 1:4                       | 207                       | 21                        | 9,85                      | –                         | 74                        |

| Abschlusstabelle Gruppe F | Abschlusstabelle Gruppe F | Abschlusstabelle Gruppe F | Abschlusstabelle Gruppe F | Abschlusstabelle Gruppe F | Abschlusstabelle Gruppe F | Abschlusstabelle Gruppe F | Abschlusstabelle Gruppe F | Abschlusstabelle Gruppe F |
| Platz                     | Name                      | MP                        | SP                        | Pkte                      | Aufn.                     | GD                        | BSD                       | HS                        |
| ------------------------- | ------------------------- | ------------------------- | ------------------------- | ------------------------- | ------------------------- | ------------------------- | ------------------------- | ------------------------- |
| 1                         | Gerrit van Beek           | 4:0                       | 4:1                       | 301                       | 15                        | 20,06                     | 37,50                     | 75                        |
| 2                         | Patrick Andre             | 2:2                       | 2:2                       | 73                        | 3                         | 24,33                     | w.o.(*)                   | 71                        |
| 3                         | Milan Boček               | 0:4                       | 1:4                       | 135                       | 11                        | 12,27                     | –                         | 47                        |

| Abschlusstabelle Gruppe G | Abschlusstabelle Gruppe G | Abschlusstabelle Gruppe G | Abschlusstabelle Gruppe G | Abschlusstabelle Gruppe G | Abschlusstabelle Gruppe G | Abschlusstabelle Gruppe G | Abschlusstabelle Gruppe G | Abschlusstabelle Gruppe G |
| Platz                     | Name                      | MP                        | SP                        | Pkte                      | Aufn.                     | GD                        | BSD                       | HS                        |
| ------------------------- | ------------------------- | ------------------------- | ------------------------- | ------------------------- | ------------------------- | ------------------------- | ------------------------- | ------------------------- |
| 1                         | Simon Dallenbach          | 4:0                       | 4:0                       | 300                       | 21                        | 14,28                     | 16,66                     | 64                        |
| 2                         | Patrick Janssen           | 2:2                       | 2:2                       | 195                       | 21                        | 9,28                      | 11,53                     | 44                        |
| 3                         | Gerhard Kostistansky      | 0:4                       | 0:4                       | 134                       | 23                        | 5,82                      | –                         | 32                        |

(*) In der Gruppe F ist der Tscheche Milan Boček gegen Patrick Andre nicht angetreten. 2:0 MP und 2:0 SP für Andre.

### Haupt-Qualifikation
| 1 | Raymond Knoors  | 4:0 | 8:5 | 466 | 13 | 35,84 | 37,12 | 75 |
| 2 | Gerrit van Beek | 2:2 | 7:4 | 390 | 10 | 39,00 | 75,00 | 75 |
| 3 | Michael Hikl    | 0:4 | 2:8 | 138 | 6  | 23,00 | –     | 55 |

| 1 | Francisco Fortiana | 2:2 | 6:4 | 292 | 16 | 18,25 | 15,00 | 75 |
| 2 | Kurt Mastny        | 2:2 | 4:4 | 235 | 17 | 13,82 | 18,75 | 57 |
| 3 | Philippe Deraes    | 2:2 | 4:6 | 214 | 15 | 14,26 | 18,75 | 59 |

| 1 | Wim Maarsman     | 4:0 | 8:2 | 365 | 8  | 45,62 | 75,00 | 75 |
| 2 | Fabrice Puigvert | 2:2 | 6:4 | 234 | 10 | 23,40 | 37,50 | 75 |
| 3 | Patrick Andre    | 0:4 | 0:8 | 21  | 5  | 4,20  | –     | 10 |

| 1 | Jean Arnaud | 4:0 | 8:0 | 300 | 8 | 37,50 | 37,50 | 75 |
| 2 | Marc Massé  | 2:2 | 4:4 | 168 | 6 | 28,00 | 75,00 | 75 |
| 3 | Paul Fields | 0:4 | 0:8 | 64  | 5 | 12,80 | –     | 44 |

| 1 | Laurent Guénet   | 4:0 | 8:4 | 312 | 19 | 16,42 | 37,50 | 74 |
| 2 | Carlos Tuset     | 2:2 | 6:6 | 290 | 21 | 13,80 | 16,40 | 68 |
| 3 | Simon Dallenbach | 0:4 | 2:8 | 132 | 16 | 8,25  | –     | 67 |

| 1 | Antonio Oddo    | 4:0 | 8:4 | 362 | 24 | 15,08 | 15,20 | 41 |
| 2 | Christ Calemein | 2:2 | 6:4 | 265 | 20 | 13,25 | 25,00 | 66 |
| 3 | Frans van Hoey  | 0:4 | 2:8 | 204 | 14 | 14,57 | –     | 75 |

| 1 | Gerhard Ralis    | 2:2 | 6:4 | 312 | 18 | 17,33 | 15,00 | 51 |
| 2 | Xavier Gretillat | 2:2 | 4:4 | 211 | 15 | 14,06 | 25,00 | 45 |
| 3 | Armin Grimm      | 2:2 | 4:6 | 260 | 14 | 18,57 | 22,88 | 75 |

| 1 | Freek Ottenhof          | 4:0 | 8:2 | 342 | 17 | 20,11 | 21,33 | 72 |
| 2 | John van der Stappen    | 2:2 | 4:6 | 210 | 17 | 12,35 | 19,90 | 61 |
| 3 | Martien van Beerschoten | 0:4 | 4:8 | 284 | 18 | 15,77 | –     | 60 |

| 1 | Rafael Garcia   | 4:0 | 8:2 | 319 | 10 | 31,90 | 42,25 | 75 |
| 2 | Pedro Arnau     | 2:2 | 6:4 | 234 | 17 | 13,76 | 12,50 | 61 |
| 3 | Patrick Janssen | 0:4 | 0:8 | 125 | 16 | 7,81  | –     | 28 |

## Hauptturnier

### Siegerrunde
| Name               | MP  | SP  | 1. Satz | 2. Satz | 3. Satz | 4. Satz | Pkte. | Aufn. | GD     | BSD    | HS  |
| ------------------ | --- | --- | ------- | ------- | ------- | ------- | ----- | ----- | ------ | ------ | --- |
| 1. Runde           |     |     |         |         |         |         |       |       |        |        |     |
| Henri Tilleman     | 2:0 | 4:0 | 100(5)  | 100(2)  |         |         | 200   | 7     | 28,57  | 50,00  | 95  |
| Raymond Knoors     | 0:2 | 0:4 | 53(5)   | 11(1)   |         |         | 64    | 6     | 10,66  | –      | 53  |
| Antonio Oddo       | 2:0 | 4:2 | 100(6)  | 17(7)   | 100(2)  |         | 217   | 15    | 14,46  | 50,00  | 100 |
| Jean Arnaud        | 0:2 | 2:4 | 48(5)   | 100(8)  | 34(1)   |         | 182   | 14    | 13,00  | 12,50  | 53  |
| Francisco Fortiana | 0:2 | 2:4 | 100(3)  | 44(1)   | 59(2)   |         | 203   | 6     | 33,83  | 33,33  | 72  |
| Frédéric Caudron   | 2:0 | 4:2 | 70(2)   | 100(2)  | 100(2)  |         | 270   | 6     | 45,00  | 50,00  | 97  |
| Fabian Blondeel    | 2:0 | 4:2 | 100(2)  | 81(2)   | 100(10) |         | 281   | 14    | 20,07  | 50,00  | 98  |
| Wim Maarsman       | 0:2 | 2:4 | 79(1)   | 100(3)  | 94(9)   |         | 273   | 13    | 21,00  | 33,33  | 79  |
| Franz Stenzel      | 2:0 | 4:2 | 100(2)  | 46(4)   | 100(1)  |         | 246   | 10    | 24,60  | 100,00 | 100 |
| Gerhard Ralis      | 0:2 | 2:4 | 15(4)   | 100(5)  | 2(1)    |         | 117   | 10    | 11,70  | 20,00  | 37  |
| Rafael Garcia      | 0:2 | 0:4 | 65(1)   | 12(1)   |         |         | 77    | 2     | 38,50  | –      | 65  |
| Stephan Horvath    | 2:0 | 4:0 | 100(1)  | 100(1)  |         |         | 200   | 2     | 100,00 | 100,00 | 100 |
| Martin Horn        | 2:0 | 4:2 | 100(1)  | 26(2)   | 100(2)  |         | 226   | 5     | 45,20  | 100,00 | 100 |
| Freek Ottenhof     | 0:2 | 2:4 | 37(1)   | 100(3)  | 59(1)   |         | 196   | 5     | 39,20  | 33,33  | 59  |
| Laurent Guénet     | 0:2 | 0:4 | 93(3)   | 1(1)    |         |         | 94    | 4     | 23,50  | –      | 93  |
| Brahim Djoubri     | 2:0 | 4:0 | 100(3)  | 100(1)  |         |         | 200   | 4     | 50,00  | 100,00 | 100 |
| 2. Runde           |     |     |         |         |         |         |       |       |        |        |     |
| Henri Tilleman     | 2:0 | 4:2 | 100(8)  | 4(2)    | 100(3)  |         | 204   | 3     | 15,69  | 33,33  | 63  |
| Antonio Oddo       | 0:2 | 2:4 | 90(7)   | 100(3)  | 14(2)   |         | 204   | 12    | 17,00  | 33,33  | 50  |
| Frédéric Caudron   | 0:2 | 2:4 | 100(1)  | 35(1)   | 92(1)   |         | 227   | 3     | 75,66  | 100,00 | 100 |
| Fabian Blondeel    | 2:0 | 4:2 | 0(1)    | 100(2)  | 100(1)  |         | 200   | 4     | 50,00  | 100,00 | 100 |
| Franz Stenzel      | 0:2 | 0:4 | 47(2)   | 2(1)    |         |         | 49    | 3     | 16,33  | –      | 46  |
| Stephan Horvath    | 2:0 | 4:0 | 100(2)  | 100(1)  |         |         | 200   | 3     | 66,66  | 100,00 | 100 |
| Martin Horn        | 2:0 | 4:0 | 100(1)  | 100(4)  |         |         | 200   | 5     | 40,00  | 100,00 | 100 |
| Brahim Djoubri     | 0:2 | 0:4 | 12(1)   | 39(3)   |         |         | 51    | 4     | 12,75  | –      | 21  |
| 3. Runde           |     |     |         |         |         |         |       |       |        |        |     |
| Henri Tilleman     | 2:0 | 4:0 | 100(1)  | 100(1)  |         |         | 200   | 2     | 100,00 | 100,00 | 100 |
| Fabian Blondeel    | 0:2 | 0:4 | 6(1)    | 36(1)   |         |         | 42    | 2     | 21,00  | –      | 36  |
| Stephan Horvath    | 2:0 | 5:3 | 100(1)  | 3(2)    | 100(1)  | 100(1)  | 303   | 5     | 60,60  | 100,00 | 100 |
| Martin Horn        | 0:2 | 3:4 | 75(1)   | 100(3)  | 100(1)  | 0(0)    | 275   | 5     | 55,00  | 100,00 | 100 |
| Finale             |     |     |         |         |         |         |       |       |        |        |     |
| Henri Tilleman     | 0:2 | 0:4 | 70(2)   | 1(1)    |         |         | 71    | 3     | 23,66  | –      | 59  |
| Stephan Horvath    | 2:0 | 4:0 | 100(3)  | 100(1)  |         |         | 200   | 4     | 50,60  | 100,00 | 100 |

| Name               | MP  | SP  | 1. Satz | 2. Satz | 3. Satz | 4. Satz | Pkte. | Aufn. | GD    | BSD    | HS  |
| ------------------ | --- | --- | ------- | ------- | ------- | ------- | ----- | ----- | ----- | ------ | --- |
| 1. Runde           |     |     |         |         |         |         |       |       |       |        |     |
| Raymond Knoors     | 2:0 | 4:2 | 100(1)  | 9(1)    | 100(6)  |         | 209   | 8     | 26,12 | 100,00 | 100 |
| Jean Arnaud        | 0:2 | 2:4 | 10(1)   | 100(1)  | 99(6)   |         | 209   | 8     | 26,12 | 100,00 | 100 |
| Francisco Fortiana | 0:2 | 2:4 | 89(2)   | 100(2)  | 27(5)   |         | 216   | 9     | 24,00 | 50,00  | 89  |
| Wim Maarsman       | 2:0 | 4:2 | 100(2)  | 7(2)    | 100(5)  |         | 207   | 9     | 23,00 | 50,00  | 94  |
| Gerhard Ralis      | 0:2 | 0:4 | 35(1)   | 3(2)    |         |         | 38    | 3     | 12,66 | –      | 35  |
| Rafael Garcia      | 2:0 | 4:0 | 100(2)  | 100(2)  |         |         | 200   | 4     | 50,00 | 50,00  | 100 |
| Freek Ottenhof     | 2:0 | 4:2 | 100(2)  | 41(2)   | 100(1)  |         | 241   | 5     | 48,20 | 100,00 | 100 |
| Laurent Guénet     | 0:2 | 2:4 | 30(2)   | 100(2)  | 87(1)   |         | 217   | 5     | 43,50 | 50,00  | 87  |
| 2. Runde           |     |     |         |         |         |         |       |       |       |        |     |
| Raymond Knoors     | 2:0 | 4:0 | 100(2)  | 100(1)  |         |         | 200   | 3     | 66,66 | 100,00 | 100 |
| Franz Stenzel      | 0:2 | 0:4 | 98(2)   | 5(1)    |         |         | 103   | 3     | 34,22 | –      | 91  |
| Wim Maarsman       | 0:2 | 0:4 | 17(3)   | 1(1)    |         |         | 18    | 4     | 4,50  | –      | 14  |
| Brahim Djoubri     | 2:0 | 4:0 | 100(4)  | 100(1)  |         |         | 200   | 5     | 40,00 | 100,00 | 100 |
| Rafael Garcia      | 2:0 | 4:2 | 90(3)   | 100(3)  | 100(1)  |         | 290   | 7     | 41,42 | 100,00 | 100 |
| Antonio Oddo       | 0:2 | 2:4 | 100(3)  | 37(3)   | 78(1)   |         | 215   | 7     | 30,71 | 33,33  | 82  |
| Freek Ottenhof     | 2:0 | 4:0 | 100(1)  | 100(2)  |         |         | 200   | 3     | 66,66 | 100,00 | 100 |
| Frédéric Caudron   | 0:2 | 0:4 | 92(1)   | 0(1)    |         |         | 92    | 2     | 46,00 | –      | 92  |
| 3. Runde           |     |     |         |         |         |         |       |       |       |        |     |
| Raymond Knoors     | 2:0 | 5:3 | 14(1)   | 100(1)  | 100(3)  | 100(3)  | 314   | 8     | 39,25 | 100,00 | 100 |
| Brahim Djoubri     | 0:2 | 3:4 | 100(1)  | 100(1)  | 48(3)   | 76(3)   | 324   | 8     | 40,50 | 100,00 | 100 |
| Rafael Garcia      | 0:2 | 2:4 | 100(2)  | 2(1)    | 48(5)   |         | 150   | 8     | 18,75 | 50,00  | 77  |
| Freek Ottenhof     | 2:0 | 4:2 | 35(1)   | 100(1)  | 100(5)  |         | 235   | 7     | 33,57 | 100,00 | 100 |
| 4. Runde           |     |     |         |         |         |         |       |       |       |        |     |
| Raymond Knoors     | 2:0 | 4:1 | 100(1)  | 100(1)  | 100(2)  |         | 300   | 4     | 75,00 | 100,00 | 100 |
| Fabian Blondeel    | 0:2 | 1:4 | 100(1)  | 12(1)   | 40(2)   |         | 152   | 4     | 38,00 | 100,00 | 100 |
| Freek Ottenhof     | 0:2 | 0:4 | 2(1)    | 33(3)   |         |         | 35    | 4     | 8,75  | –      | 33  |
| Martin Horn        | 2:0 | 4:0 | 100(2)  | 100(3)  |         |         | 200   | 5     | 40,00 | 50,00  | 100 |
| Spiel um Platz 3   |     |     |         |         |         |         |       |       |       |        |     |
| Raymond Knoors     | 0:2 | 0:4 | 3(1)    | 6(1)    |         |         | 9     | 2     | 4,50  | –      | 6   |
| Martin Horn        | 2:0 | 4:0 | 100(2)  | 100(1)  |         |         | 200   | 3     | 66,66 | 100,00 | 100 |

## Abschlusstabelle
| Platz                                | Name               | Spiele | MP  | SP    | Pkte | Aufn. | GD    | BED    | BSD    | HS  |
| ------------------------------------ | ------------------ | ------ | --- | ----- | ---- | ----- | ----- | ------ | ------ | --- |
| 1                                    | Stephan Horvath    | 4      | 8:0 | 17:3  | 903  | 15    | 60,20 | 100,00 | 100,00 | 100 |
| 2                                    | Henri Tilleman     | 4      | 6:2 | 12:6  | 675  | 25    | 27,00 | 100,00 | 100,00 | 100 |
| 3                                    | Martin Horn        | 5      | 8:2 | 19:7  | 1101 | 23    | 47,86 | 66,66  | 100,00 | 100 |
| 4                                    | Raymond Knoors     | 6      | 8:4 | 18:14 | 1096 | 31    | 35,35 | 75,00  | 100,00 | 100 |
| 5                                    | Freek Ottenhof     | 5      | 6:4 | 14:12 | 907  | 24    | 37,79 | 66,66  | 100,00 | 100 |
| 6                                    | Fabian Blondeel    | 4      | 4:4 | 9:13  | 675  | 24    | 28,12 | 50,00  | 100,00 | 100 |
| 7                                    | Brahim Djoubri     | 4      | 4:4 | 11:9  | 775  | 21    | 36,90 | 50,00  | 100,00 | 100 |
| 8                                    | Rafael Garcia      | 4      | 4:4 | 10:10 | 717  | 21    | 34,14 | 50,00  | 100,00 | 100 |
| 9                                    | Antonio Oddo       | 3      | 2:4 | 8:10  | 636  | 34    | 18,70 | 14,46  | 50,00  | 100 |
| 10                                   | Frédéric Caudron   | 3      | 2:4 | 6:10  | 589  | 11    | 53,54 | 45,00  | 100,00 | 100 |
| 11                                   | Wim Maarsman       | 3      | 2:4 | 6:10  | 498  | 26    | 19,15 | 23,00  | 50,00  | 94  |
| 12                                   | Franz Stenzel      | 3      | 2:4 | 4:10  | 398  | 16    | 24,87 | 24,60  | 20,00  | 100 |
| 13                                   | Francisco Fortiana | 2      | 0:4 | 4:8   | 419  | 15    | 27,93 | –      | 50,00  | 89  |
| 14                                   | Jean Arnaud        | 2      | 0:4 | 4:8   | 391  | 22    | 17,77 | –      | 100,00 | 100 |
| 15                                   | Laurent Guénet     | 2      | 0:4 | 2:8   | 311  | 9     | 34,55 | –      | 50,00  | 93  |
| 16                                   | Gerhard Ralis      | 2      | 0:4 | 2:8   | 155  | 13    | 11,92 | –      | 20,00  | 37  |
| Turnierdurchschnitt: Endrunde: 31,04 |                    |        |     |       |      |       |       |        |        |     |